# Răzvan Raț
Răzvan Dincă Raț (n. 26 mai 1981, Piatra Olt, România) este un fost fotbalist român care a evoluat  la clubul spaniol Rayo Vallecano din La Liga și fostul căpitan al echipei naționale de fotbal a României. Cele mai mari performanțe le-a obținut la clubul Șahtior Donețk, la care și-a petrecut 10 ani din carieră și a cucerit numeroase titluri.

## Cariera

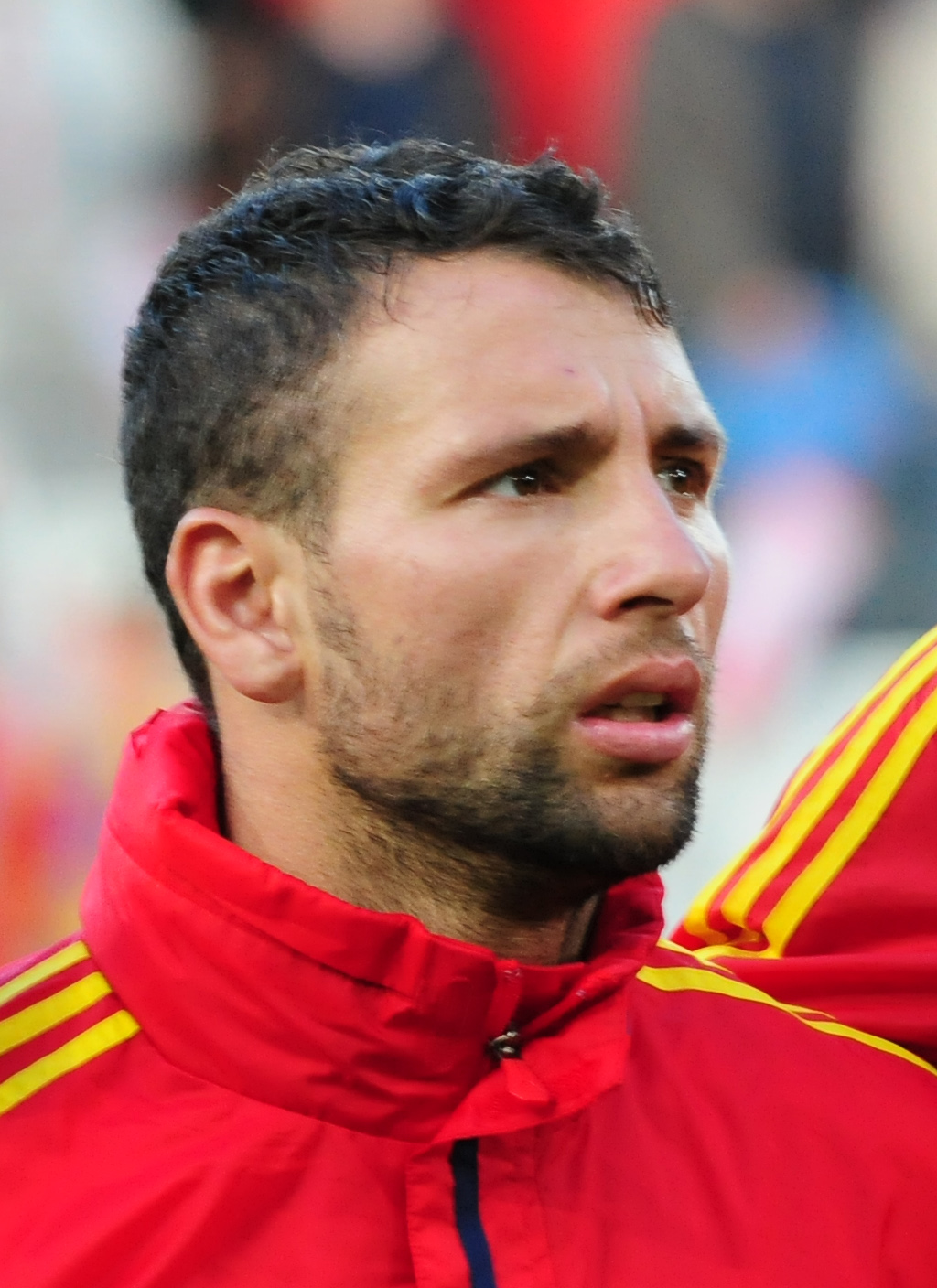
Raț în 2012

Fost junior al clubului Universitatea Craiova, Raț este remarcat în anul 1998 de Mircea Lucescu, care în acea perioadă fiind antrenor la Rapid București, îi propune tânărului fotbalist să semneze cu echipa giuleșteană. Doi ani mai târziu, în anul 2000, este împrumutat pentru un sezon la formația FCM Bacău, iar după acest împrumut revine în Giulești.

### Șahtar Donețk
În anul 2003 este remarcat de clubul FC Șahtior Donețk, din Ucraina, fiind antrenat de românul Mircea Lucescu. Aici capătă experiență în UEFA Champions League și în general, în cupele europene, devenind un titular de bază al echipei antrenate de "Il Luce". În anul 2009, Raț a cucerit Cupa UEFA cu Șahtior și a jucat integralist în finala Supercupei Europei, pierdută contra giganților FC Barcelona, scor 1-0. Pentru câștigarea Cupei UEFA Raț a fost decorat cu Ordinul „Meritul Sportiv” clasa a III-a. A evoluat 10 ani la Șahtior, cu care are în palmares 7 titluri în Ucraina, 5 Cupe ucrainene, 3 Supecupe și Cupa UEFA, evoluând în 249 de meciuri pentru mineri.

### West Ham United
În 2013, Răzvan Raț a părăsit Șahtior Donețk pentru a se transfera la clubul englez West Ham United. A debutat pentru West Ham la 27 august 2013, într-un meci cu Cheltenham Town din Cupa Ligii, scor 2-1. A debutat în Premier League într-un meci cu Southampton FC, scor 0-0.

### Rayo Vallecano și PAOK
Pe 13 februarie 2014, Raț s-a alăturat echipei spaniole Rayo Vallecano până la sfârșitul sezonului 2013–2014. Pe 15 iunie 2014, PAOK l-a convins pe Raț să semneze un contract pe doi ani.
Pe 20 august 2015, Raț s-a întors la Rayo, cu care a semnat tot un cotnract pe doi ani.

## Cariera la națională

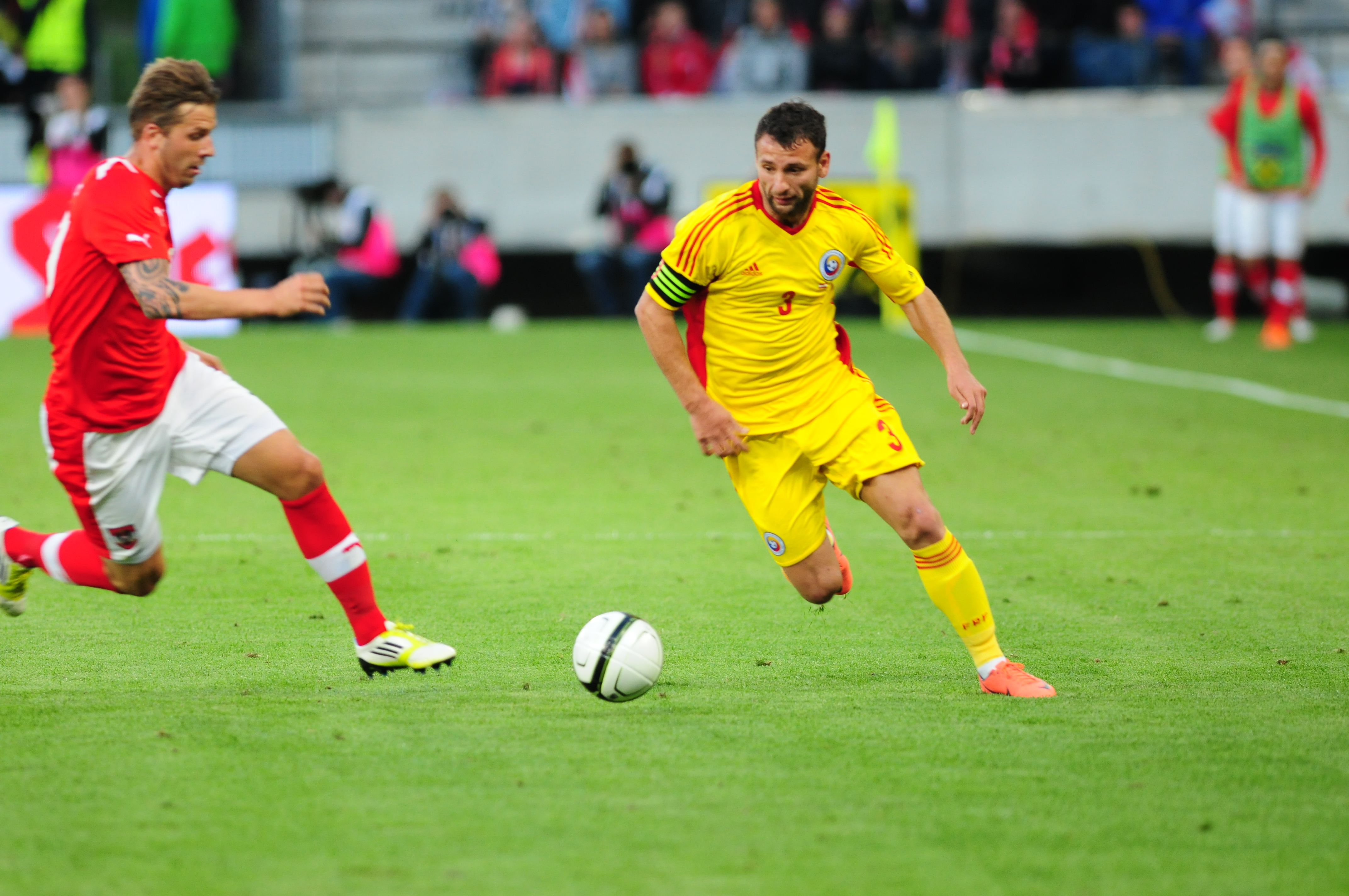
Răzvan Raț (dreapta) în meciul cu Austria din 5 iunie 2012.

Pe 8 februarie 2002, Răzvan Raț a fost convocat pentru prima dată la națională. Cinci zile mai târziu, el a fost în unsprezecele de start într-un meci contra fostei campioane mondiale și europene Franța, făcându-și astfel debutul la națională. Raț a jucat primul său meci oficial pentru națională pe 12 octombrie 2002, în Preliminariile Campionatului European de Fotbal 2004 contra Norvegiei, fiind pe poziția de mijlocaș atunci.
După ce Chivu a preluat postul de fundaș central, Raț a devenit prima opțiune ca fundaș stânga la națională. Pe 28 aprilie 2004, el a marcat primul său gol pentru națională, într-o victorie cu 5–1 în fața Germaniei, meci care a consemnat cea mai dură înfrângere a germanilor în deplasare din ultimii 65 de ani.
În martie 2008 a primit Medalia „Meritul Sportiv” clasa a III-a, pentru rezultatele obținute în preliminariile Campionatului European și pentru calificarea la turneul final din 2008. Răzvan Raț a fost în lotul de bază al naționalei la turneul final al Euro 2008. El a contribuit la remiza României cu Franța, scor 0–0, și la remiza cu Italia, scor 1–1, meciuri jucate în așa-numita "grupa morții", din care a mai făcut parte și Țările de Jos. Totuși, România atunci a fost eliminată după o înfrângere cu 2–0 în fața Țărilor de Jos.
Pe 31 mai 2014, Raț a înscris abia cel de-al doilea său gol pentru România, care a și făcut diferența în victoria cu 1-0 în fața Albaniei, meci jucat în Yverdon-les-Bains, Elveția.
Pe 14 octombrie 2014, Răzvan Raț a obținut selecția cu numărul 100 la națională, într-un meci din Preliminariile Campionatului European de Fotbal 2016 câștigat cu 2-0 în deplasare în fața Finlandei.

## Palmares
Raț are în palmares cinci campionate câștigate (două cu Rapid București, trei cu FC Șahtior Donețk), 3 Cupe (una cu Rapid București, două cu FC Șahtior Donețk), trei Supercupe (una cu Rapid București, două cu FC Șahtior Donețk) și de asemenea este câștigătorul ultimei ediții a Cupei UEFA cu FC Șahtior Donețk, finală câștigată la Istanbul, în Turcia, de echipa sa cu scorul 2-1 după prelungiri, 1-1 după 90 minute, în fața echipei Werder Bremen din Germania. Cu această performanță a intrat într-un club restrâns de jucători români din care mai fac parte Gheorghe Hagi sau Gheorghe Popescu ce au reușit să câștige Cupa UEFA.
Rapid București
- Cupa României: 2001–02[17]
- Supercupa României: 2002–03[18]

Șahtar Donețk
- Premier Liga: 2004-05, 2005-06, 2007-08, 2009-10, 2010-11, 2011-12, 2012-13
- Cupa Ucrainei: 2003–04,[19] 2007–08,[20] 2010–11,[21] 2011–12,[22] 2012–13[23]
- Supercupa Ucrainei: 2005,[24] 2008,[25] 2010[26]
- Cupa UEFA : 2008–09[27]

## Goluri la națională
| # | Data            | Stadion                                     | Adversar | Scor | Rezultat | Competiție |
| - | --------------- | ------------------------------------------- | -------- | ---- | -------- | ---------- |
| 1 | 28 aprilie 2004 | Stadionul Giulești București, România       | Germania | 2–0  | 5–1      | Amical     |
| 2 | 31 mai 2014     | Stade Municipal, Yverdon-les-Bains, Elveția | Albania  | 1–0  | 1–0      | Amical     |